# Леман, Уинфред
Уинфред Филип Леман, англ. Winfred Philip Lehmann (23 июня, 1916, Сёрпрайз, Небраска — 1 августа, 2007, Остин, Техас) — американский лингвист, специалист по исторической лингвистике, в частности, по реконструкции праиндоевропейского и прагерманского языков, а также в сфере машинного перевода.
Леман использует термин «прединдоевропейский» (Pre-Indo-European) не в смысле доиндоевропейского субстрата, как обычно принято в зарубежной лингвистике, а для обозначения протоиндоевропейского языка. Реконструкции этого языка он посвятил свою последнюю монографию.

## Биография
Получил степень бакалавра искусств в Колледже им. Мартина Лютера в г. Уотертаун (штат Висконсин) в 1936 году, затем степень магистра искусств в Висконсин-Мэдисонском университете в 1938 году и доктора философии в 1941 году в области германской филологии в Висконсинском университете.
В начале 2-й мировой войны служил в Сигнальном корпусе армии США в должности офицера-преподавателя Школы японского языка. После войны — ассистент профессора на кафедре немецкого языка в Вашингтонском университете, с 1949 года — ассоциированный профессор (доцент) германистики в Техасском университете в г. Остин. С 1951 года — профессор, возглавлял кафедру в 1953—1964 годах.
После его ухода в отставку в 1986 году учёные из многих стран Западной Европы, СССР и США собрались в Техасском университете, чтобы почтить его на конференции по лингвистической реконструкции в Техасском университете. В сборнике трудов конференции, Reconstructing Languages and Cultures (1992, под редакцией Э. Поломе и В. Винтера), подчёркивается значение трудов Лемана для индоевропеистики и исторической лингвистики.
Леману принадлежит заслуга основания двух кафедр в Техасском университете и Центра лингвистических исследований в Остине (Техас), директором которого он был с 1961 и до своей смерти.
Вот лишь краткий перечень его книг по индоевропейской и исторической лингвистике:
- 1952 Proto-Indo-European Phonology. Austin: Univ. of Texas Press and Linguistic Society of America. ISBN 0-292-73341-0. (2005-07. Online version.)
- 1962 Historical Linguistics. (3rd ed. 1992) London: Routledge. ISBN 0-415-07243-3.
- 1967 A Reader in Nineteenth Century Historical Indo-European Linguistics. Bloomington: Indiana University Press. ISBN 0-253-34840-4. (2005-07. Online version.)
- 1974 Proto-Indo-European Syntax. Austin: Univ. of Texas Press. ISBN 0-292-76419-7. (2005-07. Online version.)
- 1986 A Gothic Etymological Dictionary, Leiden: Brill. ISBN 90-94-08176-3
- 1993 Theoretical Bases of Indo-European Linguistics. London: Routledge. ISBN 0-415-08201-3.
- 2002 Pre-Indo-European. Washington, DC: Institute for the Study of Man. ISBN 0-941694-82-8.

Его жена Рут Престон Миллер Леман (умерла в 2000 году) также была известным специалистом по исторической лингвистике.